# Antinaturalisme
L'antinaturalisme est une opposition aux invocations essentialistes de la nature ou d'un ordre naturel. Il est associé à l’antispécisme, à l’antiracisme, au féminisme et au transhumanisme,.
La philosophie antinaturaliste est étroitement liée au mouvement français des droits des animaux et au féminisme matérialiste. Cette idée est également soutenue par les xénoféministes, qui affirment que si la nature est injuste, il faut la changer. Les défenseurs notables incluent David Olivier et Yves Bonnardel.

## Philosophie
Les antinaturalistes défendent la légitimité morale inhérente et absolue de l'avortement, de la modification corporelle, du divorce, de la contraception, de la chirurgie de changement de sexe et d'autres moyens par lesquels ils croient que les êtres humains peuvent prendre le contrôle de leur propre corps et de leur propre environnement. L'antinaturalisme s'oppose à certains mouvements écologistes radicaux, qui affirment que la nature est sacrée et doit être préservée pour elle-même. Au lieu de cela, il avance l'idée que tous les actes humains sont naturels et que la préservation écologique est importante dans la mesure où elle est nécessaire au bien-être des êtres sensibles, et non en raison d'un attribut intrinsèquement sacré de la nature dans son ensemble. Yves Bonnardel soutient que l'idéologie naturaliste « va de pair avec l'oppression spéciste des êtres sensibles non humains et la légitime », et que l'utilisation de la loi naturelle pour justifier la réintroduction d'animaux prédateurs afin de contrôler les populations d'autres animaux est une forme de spécisme.